# Сучьяпа (муниципалитет)
Сучьяпа (исп. Suchiapa) — муниципалитет в Мексике, штат Чьяпас, с административным центром в одноимённом посёлке. Численность населения, по данным переписи 2020 года, составила 25 627 человек.

## Общие сведения
Название Suchiapa с астекского языка можно перевести как новая река под горой.
Площадь муниципалитета равна 283,9 км², что составляет 0,4 % от площади штата, а наиболее высоко расположенное поселение Эль-Фресно, находится на высоте 1059 метров.
Он граничит с другими муниципалитетами Чьяпаса: на севере с Тустла-Гутьерресом, на востоке с Чьяпа-де-Корсо, на юге с Вильяфлоресом, и на западе с Окосокоаутла-де-Эспиносой.

## Учреждение и состав
Муниципалитет был образован в 1915 году, по данным 2020 года в его состав входит 91 населённый пункт, самые крупные из которых:
| Код INEGI                  | Населённый пункт                                                                 | Численность населения (2005 год) | Численность населения (2010 год) | Численность населения (2020 год) |
| -------------------------- | -------------------------------------------------------------------------------- | -------------------------------- | -------------------------------- | -------------------------------- |
| 086                        | Всего                                                                            | 18406                            | 21045                            | 25627                            |
| 0001                       | Сучьяпа (исп. Suchiapa) 16°37′19″ с. ш. 93°06′17″ з. д. (административный центр) | 14550                            | 16637                            | 19571                            |
| 0023                       | Паку (исп. Pacú) 16°38′12″ с. ш. 93°08′01″ з. д.                                 | 2136                             | 2440                             | 2783                             |
| 0024                       | Ла-Пальма (исп. La Palma) 16°30′59″ с. ш. 93°06′59″ з. д.                        | 599                              | 630                              | 808                              |
| 0026                       | План-де-Мулуми (исп. Plan de Mulumí) 16°38′07″ с. ш. 93°07′18″ з. д.             | 380                              | 427                              | 540                              |
| 0068                       | Буэнависта (исп. Buenavista) 16°36′39″ с. ш. 93°06′26″ з. д.                     | 363                              | 297                              | 537                              |
| 0230                       | Ла-Асунсьон (исп. La Asunción) 16°38′06″ с. ш. 93°05′20″ з. д.                   | —                                | —                                | 223                              |
| —                          | Прочие                                                                           | 378                              | 614                              | 1165                             |
| Названия на карте Генштаба |                                                                                  |                                  |                                  |                                  |

## Экономическая деятельность
По статистическим данным 2000 года, работоспособное население занято по секторам экономики в следующих пропорциях:
- сельское хозяйство, скотоводство и рыбная ловля — 44,8 %;
- промышленность и строительство — 18,1 %;
- торговля, сферы услуг и туризма — 35,6 %;
- безработные — 1,5 %.

## Инфраструктура
По статистическим данным 2020 года, инфраструктура развита следующим образом:
- электрификация: 98,5 %;
- водоснабжение: 54,1 %;
- водоотведение: 98,6 %.

## Туризм
Местами посещения туристов являются: лесопарковая зона Барранко-дель-Мухулар, сернистый источник Намбарити и река Сучьяпа.

## Галерея

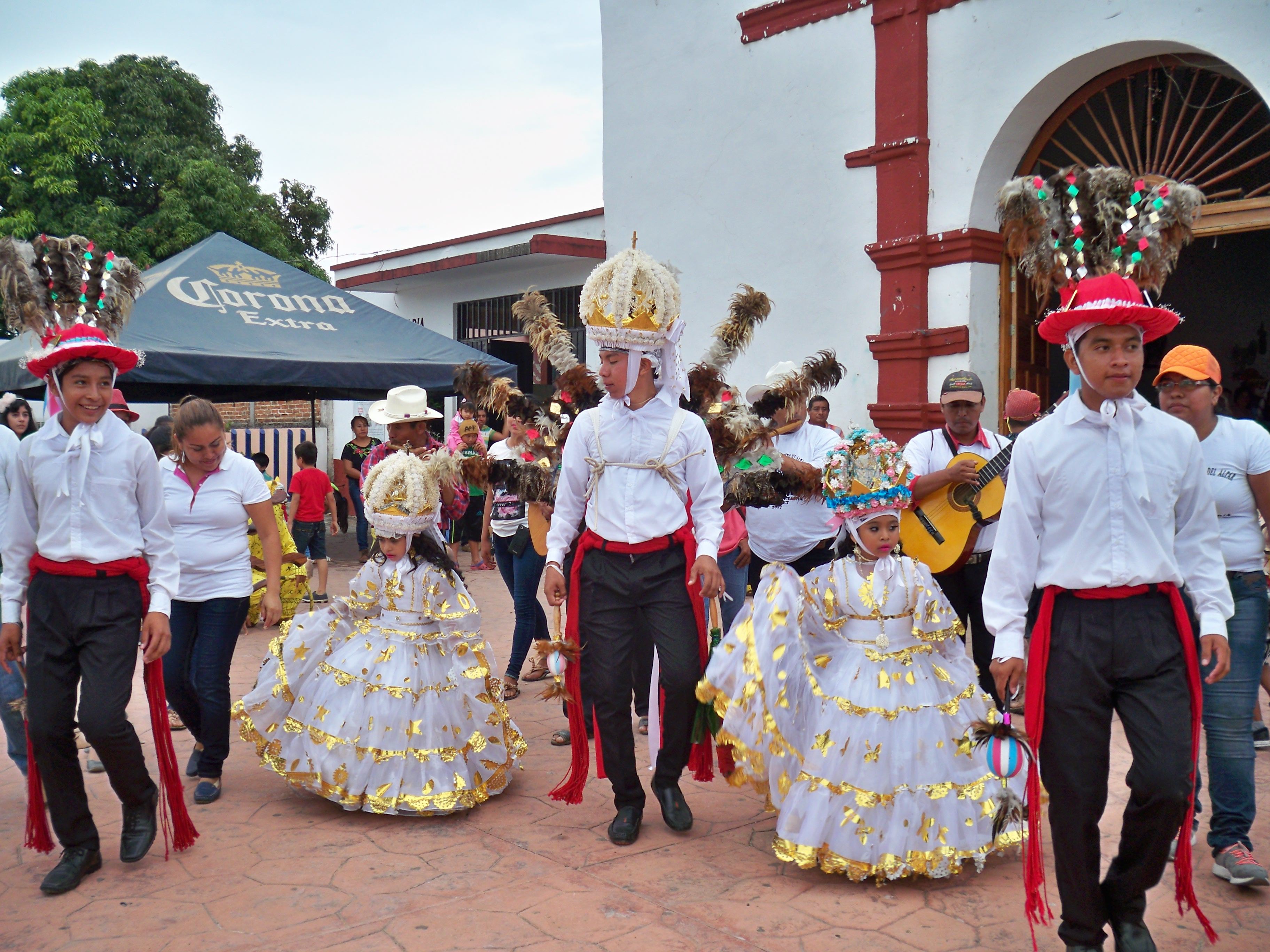
Празднование Корус-Чристи
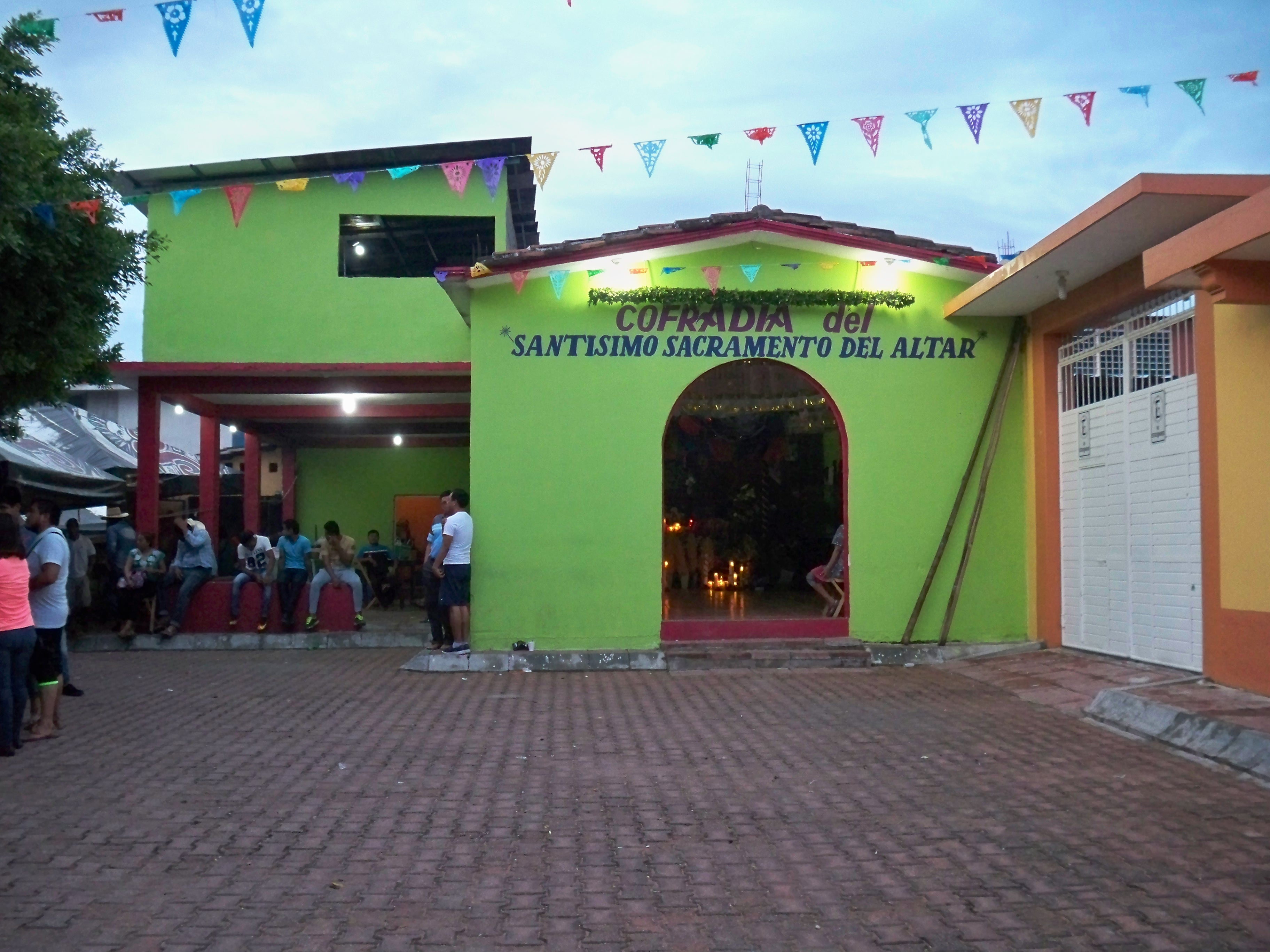
Алтарь братства Корус-Чристи
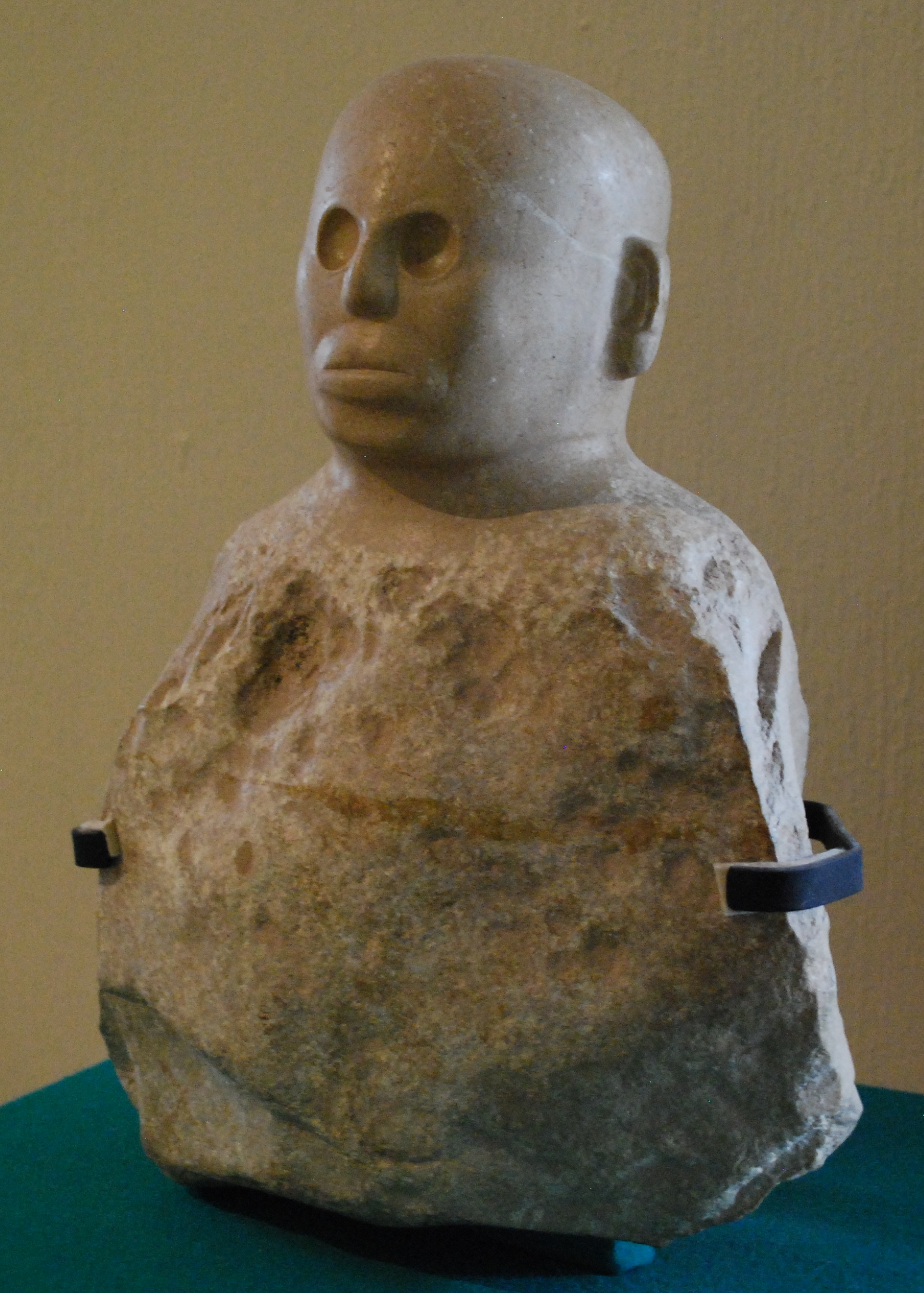
Незавершённая скульптура 600—800 годов н. э., найденная в Сучьяпе